# Graziana klagenfurtensis
Graziana klagenfurtensis is een slakkensoort uit de familie van de Hydrobiidae. De wetenschappelijke naam van de soort is voor het eerst geldig gepubliceerd in 1994 door Haase.